# Божевільне волосся
Божевільне волосся (англ. Crazy Hair) — книжка-картинка Ніла Геймана та Дейва Маккіна.. 2009 року книга вийшла одночасно в США (в-цтво «ГарперКоллінс») та Великій Британії (в-цтво «Блумбері»). Створена на основі Гейманового вірша про трирічну дівчинку, яка зустріла екстравагантного одинадцятирічного хлопця з божевільною зачіскою, де розташувалися цілі джунглі. Намагаючись розчесати хлопцеве волосся, дівчина виявляє, що там зовсім непогане місце, де можна поселитися.
Окрім оригінальної англійської версії, станом на 2017 рік існують переклади книжки італійською, іспанською, португальською, французькою, шведською та російською. 2010 року книжка-картинка стала номінантом на премію Медаль Кейт Гріневей.